# Districtul Kapong
Kapong (în thailandeză กะปง) este un district (Amphoe) din provincia Phang Nga, Thailanda, cu o populație de 12.963 de locuitori și o suprafață de 588,793 km².

## Componență
The district Kapong este subdivizat în 5 subdistricte (tambon), care sunt subdivizate în 22 de sate (muban).
| Nr. | Nume    | În thailandeză | Sate | Locuitori |  |
| 1.  | Kapong  | กะปง           | 4    | 1,785     |  |
| 2.  | Tha Na  | ท่านา           | 4    | 3,819     |  |
| 3.  | Mo      | เหมาะ          | 4    | 2,311     |  |
| 4.  | Le      | เหล            | 6    | 2,579     |  |
| 5.  | Rommani | รมณีย์           | 4    | 2,469     |  |

||
|}